# Kadokawa (Unternehmen)
Kadokawa (jap.: 株式会社KADOKAWA), von 2014 bis 2019 Kadokawa Dwango, ist ein japanischer Medienkonzern. Er ging am 1. Oktober 2014 aus der Fusion der ursprünglichen Kadokawa Corporation mit dem Online-  und Telekommunikationskonzern Dwango hervor. Das Unternehmen produziert und vertreibt über seine Tochterunternehmen Produkte insbesondere im Bereich Print, Film/Anime, Online-Services und Computerspiele.

## Beschreibung
Im Mai 2014 kündigten Kadokawa und Dwango die Fusion der beiden Firmen an. Bereits seit 2011 war Kadokawa an Dwango beteiligt, zuletzt mit 12,22 %, während Dwango umgekehrt 2,49 % an Kadokawa hielt. Aufgrund der komplexen Firmenstruktur von Kadokawa, das zahlreiche Tochterunternehmen im Bereich Printmagazine, Comics, Bücher und Animationsfilm unterhielt, dauerten die Verhandlungen zur Fusion drei Jahre an. Kadokawa erhoffte sich mit der Fusion eine größere Reichweite seiner Inhalte auch auf dem digitalen Markt aufzubauen, auf dem Dwango u. a. als Betreiber des japanischen Online-Videoportals Nico Nico Douga mit mehr als zwei Millionen zahlenden Premiumkunden bereits Expertise besaß. Anteilseigner von Dwango konnten ihre Anteile im Verhältnis 1:1 gegen neue Kadokawa-Dwango-Anteile eintauschen, Aktionäre des höher bewerteten Kadokawa-Konzerns erhielten im Gegenzug 1,168 Anteilsscheine. Der Vorsitz des neuen Konzerns ging an Dwango-Geschäftsführer Nobuo Kawakami, die Rolle des President an den vormaligen Kadokawa-President und Berater Tatsuo Sato. Die Fusion wurde am 1. Oktober 2014 abgeschlossen. Im Juni 2015 tauschten Sato und Kawakami ihre Positionen.
Zunächst blieben Kadokawa und Dwango eigenständige operative Einheiten unter dem Dach der Kadokawa Dwango Holding. Das änderte sich im Jahr 2019, als Dwango außerordentliche Verluste vermelden musste. Dwango-Gründer Kawakami trat von seinem Amt als Präsident der Holding und als Aufsichtsratsmitglied der Dwango zurück, sein Nachfolger wurde Masaki Matsubara. In einem zweistufigen Verfahren wurden dann im Februar 2019 zunächst die Geschäftsbereiche Dwango, GzBrain und Daihyakka News der Kadokawa untergeordnet. Im Juli fand eine weitere Reorganisation statt, an deren Ende der Konzern zu Kadokawa umfirmierte. Die traditionelle Printsparte wurde zur Kadokawa Future Publishing zusammengefasst, die operativ neben den Geschäftsbereichen wie Dwango, GzBrain, Daihyakka News und anderen unter dem Konzerndach agiert.
Kadokawa verkündete im Februar 2021, dass das Unternehmen eine strategische Allianz mit den Unternehmen CyberAgent und Sony eingegangen sei. Beide Firmen sollten mit ihrer jeweiligen Expertise Kadokawa bei der weltweiten Verbreitung ihrer Marken im Bereich mobile Computerspiele (CyberAgent, über deren Tochter Cygames) und Anime (Sony, über Sony Pictures Television und Aniplex) unterstützen. Sowohl CyberAgent als auch Sony erhielten im Gegenzug einen Anteil von 1,93 % an Kadokawa. Zum 22. Juni 2021 wurde die Leitung des Unternehmens an Takeshi Natsuno übertragen, sein Vorgänger Masaki Matsubara wechselte als stellvertretender Vorsitzender in das Board of Directors. Im Zuge einer weiteren strategischen Allianz übernahm der chinesische Medienkonzern Tencent nach Ankündigung im Oktober 2021 über seine in Hongkong ansässige Tochter Sixjoy für 30 Milliarden Yen bzw. 264 Millionen US-Dollar einen Anteil von 6,86 % an Kadokawa. Tencent wurde damit der drittgrößte Anteilseigner an Kadokawa, der japanische Konzern erhoffte sich im Gegenzug von dieser Allianz eine weitere Stärkung seines Anime-Geschäftsbereichs. Im September 2022 wurde Gründersohn und Chairman Tsuguhiko Kadokawa wegen des Verdachts auf Bestechung im Rahmen der Olympischen Sommerspiele und Paralympics festgenommen. Er solle sich gegen eine Zahlung von 69 Millionen Yen einen Sponsorenvertrag für sein Unternehmen und den Auftrag zum Druck des offiziellen Programmheftes gesichert haben, was er bestritt. Einen Monat später traten er und Masaki Matsubara vom Vorsitz des Boards zurück.
Im November 2024 wurde zunächst von Reuters berichtet, dass sich die Verantwortlichen des Unternehmens mit Sony in Gesprächen zwecks einer Übernahme befänden. Dies wurde vonseiten Kadokawa zunächst nicht bestätigt. Später wurden aber Gespräche beider Parteien eingeräumt.

## Tochterunternehmen
Print-Gruppe
- BookWalker
  - GeeXPlus, Inc
  - Trista
- Choubunsha Publishing Co.
- Comic Walker
- eb Creative
- Japan Digital Library Service
- Kadokawa ASCII Research Laboratories
- Kadokawa Book Navi
- Kadokawa Future Publishing
  - ASCII Media Works
  - Building Book Center
  - Chukei Publishing
  - Enterbrain
  - Fujimi Shobo
  - Kadokawa Gakugei Publishing
  - Kadokawa Key-Process
  - Kadokawa Magazines
  - Kadokawa Shoten
  - Media Factory
- Kadokawa Game Linkage (vormals GzBrain)
- Kadokawa Uplink
- Mainichi GA Hakken
- Production Ace

Digital-Gruppe
- Dwango
  - Dehogallery
  - Dwango AG Entertainment
  - Dwango Music Publishing
  - FromNetworks
  - Niconico
  - Project Studio Q
  - Spike Chunsoft
  - Vaka
  - Vantan
  - Virtual Cast Co., Ltd.
  - Watanabe Amaduction
- Docomo Anime Store
- K.Sense (80 %)
- Kadokawa Media House
- Kadokawa Uplink
- Kids Net
- Movie Walker
  - Movie Ticket
- T Gate
- Smile Edge

Filme und Bildmedien
- Dōga Kōbō
- ENGI (53 %)
- EuropaCorp Japan
- Glovision
- Japan Film Fund
- Kadokawa Anime
- Kadokawa Architecture
- Kadokawa Daiei Studio
  - Globalgate Entertainment
- Kinema Citrus (31,8 %)
- Nihon Eiga Satellite Broadcasting
- Movie Walker
- Persol Media Switch (30 %)
- Studio Kadan

Andere
- Acquire
- ATX
- Anime Tourism Association
- Chara-Ani Corporation
- Customcast
- C・P・S
- FromSoftware[15] (69,66 %)
- Gotcha Gotcha Games
- Kadokawa ASCII Research Laboratories
  - Cool Japan Travel, Inc. (75 %)
- Kadokawa Architecture
- Kadokawa Contents Academy
- Kadokawa Connected
- Kadokawa Craft
- K’s Lab
- Karksa Media Partner Corporation (34 %)
- Page Turner
- Production Ace
- Tokorozawa Sakuratown Corporation

Internationale Töchter und Beteiligungen
- Animate Oversea (Joint Venture mit Animate und United Distribution Co.)
- Bookwalker Taiwan
- Guangzhou Tianwen Kadokawa Animation and Comics
- Hemisphere Motion Picture Partners I
- Hemisphere Motion Picture Partners II
- Japan Manga Alliance (Joint Venture mit Animate, Kodansha, Shūeisha und Shogakukan)
  - Animate JMA (Thailand)
- J-Novel Club
- Kadokawa Amarin (Joint Venture mit Amarin Group, vermarktet als Phoenix Next)
- Kadokawa Contents Academy
- Kadokawa Hong Kong
- Kadokawa Holdings Asia
  - J-Guide Marketing
  - Kadokawa Gempak Starz (Malaysia) (80 %)
- Kadokawa Holdings US
- Kadokawa International Edutainment (Taiwan)
- Kadokawa Pictures America
- Kadokawa Taiwan Corporation
  - Kadokawa Consulting (Thailand)
- Kadokawa Qingyu (Shanghai) Culture & Creation
- Kadokawa World Entertainment (US)
  - Anime News Network[16][17]
- Phoenix Gramedia Indonesia (Joint Venture mit Kompas Gramedia)[18]
- Sun Wah Kadokawa (Hong Kong) Group
- Taiwan Animate
- Yen Press (51 %, Joint Venture mit Hachette Book Group)